# Anulocaulis leiosolenus
Anulocaulis leiosolenus är en underblomsväxtart som först beskrevs av John Torrey, och fick sitt nu gällande namn av Paul Carpenter Standley. Anulocaulis leiosolenus ingår i släktet Anulocaulis och familjen underblomsväxter. Inga underarter finns listade i Catalogue of Life.